# Sebastiaan Brebels
Sebastiaan Brebels (Aalst, 5 mei 1995) is een Belgische profvoetballer die doorgaans als middenvelder speelt. Hij debuteerde in 2014 in het eerste elftal van SV Zulte Waregem. Dat verhuurde hem in januari 2017 aan Cercle Brugge. Na een passage bij Lommel en het IJslandse KA Akureyri, speelt hij momenteel bij Lierse K.

## Carrière

### Zulte Waregem

#### 2014/15
Brebels debuteerde op 17 december 2014 als profvoetballer in de heenmatch van de kwartfinale van de Beker van België tegen RSC Anderlecht. Yarouba Cissako zou zich tijdens de opwarming  geblesseerd hebben waardoor Brebels in de ploeg werd gedropt door Francky Dury. Hij speelde 67 minuten en werd daarna vervangen door Charni Ekangamene. De match werd met 0-3 verloren. Brebels speelde zijn eerste wedstrijd in de Jupiler Pro League tegen K. Lierse SK op 7 februari 2015. SV Zulte Waregem verloor de wedstrijd met 2-3. Hij gaf de assist voor de 1-3-aansluitingstreffer. Brebels verlengde op het einde van de reguliere competitie zijn contract tot 2017. Brebels speelde in zijn eerste seizoen negen officiële wedstrijden. Opvallende statistiek: Brebels kon in zijn eerste seizoen, als basisspeler, geen enkele wedstrijd winnend afsluiten met Zulte Waregem.

#### 2015/16
Het tweede seizoen van Brebels bij Zulte Waregem begon in mineur. Tijdens een oefenwedstrijd tegen OGC Nice kwam hij ongelukkig in contact met zijn tegenstander. Een sleutelbeenbreuk en zes weken out was het verdict. Brebels' wederoptreden in de competitie was op de vijfde speeldag thuis tegen Club Brugge. Brebels speelde 75 minuten en Zulte Waregem won de partij met 2-0. Op de 21e speeldag kreeg Brebels opnieuw een kans: hij mocht dertien minuten invallen. Zulte Waregem won de wedstrijd met 1-0 tegen KV Oostende. Op de dertigste en laatste speeldag van de reguliere competitie kreeg Brebels twee speelminuten. De wedstrijd werd gewonnen met 3-0 tegen Moeskroen-Péruwelz, waardoor Zulte Waregem zich verzekerde van Play-off 1. Op de eerste speeldag in Play-off 1 mocht Brebels zeven minuten invallen tegen KAA Gent. De wedstrijd eindigde op 1-1.

#### 2016/17
Brebels mocht zijn derde seizoen aanvatten met een basisplaats tegen KAS Eupen. Na 45 minuten werd hij gewisseld voor debutant Lukas Lerager, de wedstrijd eindigde met een 3-0-winst voor Zulte Waregem. In de 1/16 finales van de beker mocht Brebels nog eens 81 minuten opdraven tegen Cappellen FC. Daarna kwam hij niet meer aan spelen toe. Hij werd op 1 januari 2017 verhuurd aan KSV Cercle Brugge.

### Cercle Brugge
Brebels debuteerde op de 21e speeldag voor Cercle Brugge, tegen AFC Tubize. Hij mocht 90 minuten spelen. De match werd met 2-1 gewonnen. In de reguliere competitie stond Brebels elke keer in de basis. Brebels sloot het seizoen af met dertien basisplaatsen. Cercle eindigde het seizoen als voorlaatste in de Play downs, waardoor het zich verzekerde van behoud in 1B.

### Lommel SK

#### 2017/18
Brebels ondertekende een contract van één jaar bij Lommel met optie tot nog een jaar extra. Op de eerste speeldag mocht hij vijf minuten invallen. De wedstrijd werd met 2-1 gewonnen van KSV Oudenaarde. Zijn eerste basisplaats kreeg hij in de beker tegen Waasland-Beveren. In de competitie werd hij voor het eerst in de basis opgesteld op de vierde speeldag tegen FCV Dender EH. Op de tiende speeldag maakte Brebels zijn eerste doelpunt in zijn profcarrière: na twintig minuten scoorde hij de 0-2 tegen Eendracht Aalst. Brebels sloot het reguliere seizoen af op de eerste plaats met Lommel SK. Lommel sloot de Play-offs af op een tweede plek, maar promoveerde desondanks naar Eerste klasse B. Brebels sloot de competitie af met 30 basisplaatsen.

#### 2018/19
Brebels begon sterk aan het seizoen, met op de derde speeldag een doelpunt tegen KV Mechelen. Ook op de vijftiende speeldag maakte hij opnieuw een doelpunt tegen KV Mechelen. Op de 23e speeldag maakte Brebels zijn derde treffer van het seizoen tegen OH Leuven. Brebels eindigde het seizoen met 22 wedstrijden en drie doelpunten.

#### 2019/20
Brebels begon zijn derde seizoen met een basisplaats tegen Westerlo. Hierna verzeilde Brebels naar de bank en mocht hij enkel rekenen op enkele invalbeurten. Na een trainerswissel op speeldag 11 kreeg Brebels terug het vertrouwen van de nieuwe coach, Peter Maes. Brebels mocht opnieuw starten  tegen OH Leuven. Op speeldag 14 scoorde Brebels de enige treffer tegen KFCO Beerschot Wilrijk.
Brebels mocht in de reguliere competitie negentiende keer opdraven. Hij eindigde met Lommel op een zesde plaats en kon hiermee de degradatiestrijd ontlopen.

#### 2020/21
Brebels begon aan zijn vierde seizoen bij Lommel SK. Op de tweede speeldag scoorde Brebels zijn eerste treffer van het seizoen tegen Club NXT. Kort hierna kreeg Brebels ook zijn eerste rode kaart in zijn professionele voetbalcarrière. In totaal speelde Brebels 13 wedstrijden.

### KA Akureyri

#### 2021/2022
Op 21 januari 2021 besloot Brebels voor het buitenlandse avontuur te kiezen. Hij tekende een contract bij de IJslandse eerste klasser KA, voor 1,5 jaar.
Brebels debuteerde op de 5e speeldag en mocht 20' invallen. De match ging verloren met 0-1 tegen Vikingur Reykjavik. Der eerste basisplaats kreeg Brebels op de volgende speeldag. Hij werd vervangen na 60' spelen. De match werd met 0-1 gewonnen van Stjarnan FC. Op de 9e speeldag kon KA een gouden zaak doen in het klassement. Echter verloor het met 0-1 van Valur, na o.a. een penaltymisser van Brebels. In de 1/16e finales van de beker zorgde Brebels voor de terugkeer. Hij maakte 1-1 in de 86' tegen Stjarnan FC. De match eindigde uiteindelijk in een 2-1 winst. In de volgende ronde maakte Brebels de aansluitingstreffer. De match werd jammergenoeg verloren met 3-1 tegen Keflavik. Op de 17e speeldag zorgde Brebels voor een belangrijke assist. Deze leverde de ploeg een gedeelde tweede plaats op in het klassement. Op de voorlaatste speeldag maakte Brebels' 2 doelpunten tegen Valur Reykjavik. Hiermee had zijn team nog een waterkans op Europees voetbal. Toch werd er op de laatste speeldag verloren. 
KA sloot het seizoen af met een vierde plek. Brebels eindigde het seizoen af met 15 basisplaatsen en 2 doelpunten in de competitie.

### Lierse Kempenzonen

#### 2022/2023
In zijn eerste seizoen voor Lierse K. mocht Brebels 17 keer in de basis starten. Hij debuteerde tegen KRC Genk u23. Het seizoen eindigde in de top 6. Na de play offs werd het seizoen afgesloten op een vijfde plek.

## Clubstatistieken
| Seizoen         | Land             | Competitie             | Club             | Competitie | Competitie | Beker | Beker | Europees | Europees | Totaal | Totaal |
| Seizoen         | Land             | Competitie             | Club             | Wed.       | Dlp.       | Wed.  | Dlp.  | Wed.     | Dlp.     | Wed.   | Dlp.   |
| --------------- | ---------------- | ---------------------- | ---------------- | ---------- | ---------- | ----- | ----- | -------- | -------- | ------ | ------ |
| 2014/15         | Vlag van België  | Eerste klasse          | SV Zulte Waregem | 7          | 0          | 2     | 0     | 0        | 0        | 9      | 0      |
| 2015/16         | Vlag van België  | Eerste klasse          | SV Zulte Waregem | 4          | 0          | 0     | 0     | —        | —        | 4      | 0      |
| 2016/17         | Vlag van België  | Eerste klasse          | SV Zulte Waregem | 1          | 0          | 1     | 0     | —        | —        | 2      | 0      |
| 2016/17         | Vlag van België  | Eerste klasse B        | → Cercle Brugge  | 13         | 0          | 0     | 0     | —        | —        | 13     | 0      |
| 2017/18         | Vlag van België  | Eerste klasse amateurs | Lommel SK        | 30         | 1          | 4     | 0     | —        | —        | 34     | 1      |
| 2018/19         | Vlag van België  | Eerste klasse B        | Lommel SK        | 34         | 3          | 1     | 0     | —        | —        | 35     | 3      |
| 2019/20         | Vlag van België  | Eerste klasse B        | Lommel SK        | 20         | 1          | 1     | 0     | —        | —        | 20     | 1      |
| 2020/21         | Vlag van België  | Eerste klasse B        | Lommel SK        | 10         | 2          | 1     | 1     | —        | —        | 13     | 3      |
| 2021/22         | Vlag van IJsland | 1. deild karla         | KA Akureyri      | 15         | 2          | 3     | 2     | 0        | 0        | 18     | 4      |
| 2022/23         | Vlag van IJsland | 1. deild karla         | KA Akureyri      | 7          | 0          | 4     | 0     | —        | —        | 11     | 0      |
| 2022/23         | Vlag van België  | Eerste klasse B        | Lierse K.        | 17         | 0          | 1     | 0     | —        | —        | 18     | 0      |
| 2023/24         | Vlag van België  | Eerste klasse B        | Lierse K.        | 6          | 0          | 0     | 0     | —        | —        | 6      | 0      |
| Carrière totaal | Carrière totaal  | Carrière totaal        | Carrière totaal  | 164        | 9          | 18    | 3     | 0        | 0        | 181    | 12     |